# 時計 (ライフゲーム)

ライフゲームの時計

時計（とけい、clock）とは、ライフゲームに出てくる振動子（しんどうし、oscillator）のひとつである。この物体が自然に生まれる可能性は、ブロックの1万分の1以下で、中量級宇宙船、長いへび、ヘキサデシマル、ペンタデカスロンなどと同程度である。

## 時計IIと回転花火
時計の名を冠する振動子に、時計IIがある。これは、周期4の振動子である。時計IIの配置を少し変えると、回転花火（かいてんはなび、pinwhell）になる。これも、周期4の振動子である。